# Дімітріос Салахас
Дімітріос Салахас (грец. Δημήτριος Σαλάχας; 7 червня 1939, Афіни, Греція — 16 жовтня 2023, Афіни) — єпископ Грецької католицької церкви, від 23 квітня 2008 року до 2 лютого 2016 — апостольський екзарх для католиків візантійського обряду в Греції.

## Життєпис
Народився 7 червня 1939 року в Греції. Після отримання богословської освіти висвячений на священика 9 лютого 1964.
23 квітня 2008 екзарх Греції Анаргірос Прінтезіс вийшов на пенсію і папа Римський Бенедикт XVI призначив Димитріоса Салахаса екзархом Греції та титулярним єпископом Каркабії. 24 травня 2008 відбулася єпископська хіротонія Димитріоса Салахаса, яку здійснили єпископ-помічник Фогараша і Алби-Юлії Міхай Кетелін Фреціле у співслужінні з єпископом Сіроса і Мілоса Франгіскосом Папаманолісом і екзархом Великої Британії Глібом Лончиною.
14 травня 2012 Дімітріос Салахас був призначений титулярним єпископом Ґраціанополіса.
2 лютого 2016 у відповідності з § 1 210 канону Кодексу Канонів Східних Церков папа Франциск прийняв зречення Дімітріоса Салахаса з уряду апостольського екзарха для католиків візантійського обряду в Греції.